# Джебель-Рессас
Джебель-Рессас (араб. جبل الرصاص‎; фр. Djebel Ressas, в пер.: «Свинцовая гора») — горный массив в Тунисе протяжённостью в 4 километра и высотой до 795 метров.

## География и геология
Джебель-Рессас расположен в 30 километрах к юго-востоку от столицы страны, города Тунис и 10 километрах к юго-востоку от города Морнаг, поблизости от гор Джебель-Букорнин, к югу от средиземноморского побережья (Тунисского залива).
Известняковая структура Джебель-Рессаса типична для находящихся на территории Туниса восточных отрогов Атласских гор. Найденные геологами при изучении этого горного образования окаменелые биологические продукты морского происхождения указывают на то, что в далёком прошлом район их нахождения находился вод водой был поднят над её поверхностью вследствие дрейфа континентальных плит.

## Альпинизм
Подъём на вершину горы осуществляется в результате четырёх — либо пятичасового восхождения со стороны западного склона (Mosquée Djebel Ressas), однако какой-либо проложенный горными туристами и разграниченный путь отсутствует. Несколько ниже вершины можно увидеть вырубленную рудокопами систему пещер, где в прошлом добывалась свинцовая руда.